# ランタン・エンタテインメント
ランタン・エンタテインメント（Lantern Entertainment, LLC）は、アメリカの独立系映画スタジオ。ランタン・キャピタル・パートナーズが、2018年7月16日にワインスタイン・カンパニーの資産を買収した後、同社の共同創業者のハーヴェイ・ワインスタインの性犯罪で有罪判決を受けたことに伴う破産を受けて設立された。ランタン社はワインスタイン家とは無関係の別会社で、破産オークションで旧スタジオの全資産を購入した。

## 歴史
2018年7月16日、ダラスを拠点とする株式投資会社のランタン・キャピタル・パートナーズは、ワインスタイン・カンパニー（TWC）の資産を2億8900万ドルで買収。その結果、ランタン・エンタテインメントが設立され、TWCの277本の映画ライブラリーの権利を引き継いだ。2018年11月、ランタンは、もともとワインスタイン・カンパニーが公開していたクエンティン・タランティーノ監督の3作品（『イングロリアス・バスターズ』、『ジャンゴ 繋がれざる者』、『ヘイトフル・エイト』）の全権利を610万ドルで獲得した。
2019年2月、ランタン社が買収しなかった複数の作品（『スクリーム4: ネクスト・ジェネレーション』や『The Matador』など）について、ウォルト・ディズニー・カンパニーと和解に至ったと報じられた。
2019年3月13日、ランタン社とゲイリー・バーバーは、旧TWCのライブラリーを抱えるスパイグラス・メディア・グループを再始動させた。イタリアの映画配給会社Eagle Pictures、映画館チェーンのCineworld（リーガル・シネマズを所有・運営していた）、そして後にワーナーメディア/AT&Tのワーナー・ブラザースが少数株主として迎え入れられた。ランタン社は、スパイグラスに映画ライブラリを含む過半数の投資を行った。 2020年3月、連邦判事は、スパイグラスがTWCの流失したロイヤルティの支払いについて一切の責任を負わないとの判決を下した。
2019年7月、Spyglassは、TVシリーズ『Scream』と映画『シン・シティ 復讐の女神』（ランタンは買収しなかった）に関するバイアコムへの1,100万ドルを含む、2つの大きな請求を解決した。

## 資産

### 現在
映画
- スパイグラス・メディア・グループ（with ライオンズゲート、ワーナー・ブラザース・ピクチャーズ 、Cineworld Group、Eagle Pictures）

テレビ
- ランタン・テレビジョン

コンテンツライブラリ
- ワインスタイン・カンパニーのフィルムライブラリー（2005年以降のディメンション・フィルムズのライブラリーも含む; これらのほとんどはスパイグラス・メディア・グループ経由でライオンズゲートに売却された）

### 過去
- RADiUS — 休眠; ランタン・エンタテインメントに吸収合併
- ディメンション・フィルムズ - 閉鎖、現在は名前のみのユニット子会社となる

## RADiUS
RADiUSは、マルチプラットフォームのビデオ・オン・デマンドや劇場用作品の配給を目的とした、ランタン・エンタテインメントの休止中の映画レーベルであり、かつてはTWCの一部門であった。2012年に立ち上げられ、メインストリームの観客を対象とした映画ではなく、ニッチな映画やインディペンデント系映画に特化していた。2018年現在、ラディウスは、『バチェロレッテ あの子が結婚するなんて!』、『カワイイ私の作り方 全米バター細工選手権!』、『バックコーラスの歌姫たち』、『オンリー・ゴッド』 、『ラヴレース』、『マンディ・レイン 血まみれ金髪女子高生』、『ファイティング・タイガー』、『Fed Up』、『スノーピアサー』 、『シチズンフォー スノーデンの暴露』、『ホーンズ 容疑者と告白の角』、『The Last Five Years』、『イット・フォローズ』など、約35作品を配給している。

## フィルモグラフィ

### 映画
| 邦題 原題                                                            | 公開日         | 備考                                                                             |
| -------------------------------------------------------------------- | -------------- | -------------------------------------------------------------------------------- |
| 人生の動かし方 The Upside                                            | 2019年1月11日  | STXエンターテインメントとの共同配給                                              |
| ポラロイド Polaroid                                                  | 2019年9月17日  | 13フィルムズとの海外共同配給。米国での配給はヴァーティカル・エンターテインメント |
| エジソンズ・ゲーム The Current War                                   | 2019年10月25日 | 13フィルムズとの海外共同配給。米国での配給は101スタジオ                          |
| ボーイズ・イン・ザ・ボート ～若者たちが託した夢 The Boys in the Boat | 2023年12月25日 | 製作会社のみ                                                                     |

### テレビ
| 番組                                    | ネットワーク       | 年            |
| --------------------------------------- | ------------------ | ------------- |
| プロジェクト・ランウェイ Project Runway | Bravo ライフタイム | 2018年 - 現在 |
| Scream                                  | VH1                | 2019年        |